# Charles Melvin Price

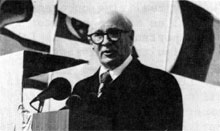
Charles Melvin Price

Charles Melvin Price (* 1. Januar 1905 in East St. Louis, Illinois; † 22. April 1988 in Camp Springs, Maryland) war ein US-amerikanischer Politiker. Zwischen 1945 und 1988 vertrat er den Bundesstaat Illinois im US-Repräsentantenhaus.

## Werdegang
Charles Price besuchte die öffentlichen Schulen in St. Louis (Missouri) sowie anschließend die dortige Saint Louis University. Danach arbeitete er in der Zeitungsbranche. Von 1925 bis 1927 war er Sportredakteur und dann bis 1933 Zeitungskorrespondent. Gleichzeitig schlug er als Mitglied der Demokratischen Partei eine politische Laufbahn ein. Zwischen 1929 und 1931 saß er im Bezirksrat des St. Clair County. Von 1933 bis 1943 war er Sekretär des Kongressabgeordneten Edwin M. Schaefer. In den Jahren 1943 und 1944 diente er im Camp Lee in Virginia in der US Army.
Bei den Kongresswahlen des Jahres 1944 wurde Price im 22. Wahlbezirk von Illinois in das US-Repräsentantenhaus in Washington, D.C. gewählt, wo er am 3. Januar 1945 die Nachfolge von Calvin D. Johnson antrat. Nach 21 Wiederwahlen konnte er bis zu seinem Tod am 22. April 1988 im Kongress verbleiben. Dabei wechselte er mehrfach seinen Wahlbezirk, was mit den Umstrukturierungen der Distrikte zusammenhing. Insgesamt repräsentierte er bis 1988 fünf Wahlbezirke seines Staates (21., 22., 23., 24. und 25. Distrikt). In seine Zeit im Kongress fielen das Ende des Zweiten Weltkrieges, der Beginn des Kalten Krieges, der Koreakrieg, der Vietnamkrieg und innenpolitisch die Bürgerrechtsbewegung sowie im Jahr 1974 die Watergate-Affäre.
Zwischen 1967 und 1977 war Price Vorsitzender des Committee on Standards of Official Conduct. Von 1973 bis 1975 leitete er das Joint Committee on Atomic Energy. Zwischen 1975 und 1985 stand er dem Streitkräfteausschuss vor.